# Heinrich Dreber
Heinrich Dreber (1822-1875), connu aussi sous le nom de Franz-Dreber, est un peintre saxon de paysages.

## Biographie
Heinrich Dreber est né le 9 janvier 1822 à Dresde. Il fréquente l'académie des arts de cette ville, et ensuite l'atelier de Ludwig Richter. Au printemps 1843, il expose à Rome et devient membre de l'Accademia di San Luca. Son étude de la nature italienne a eu une grande influence sur son œuvre, ainsi que celle des peintres français modernes.

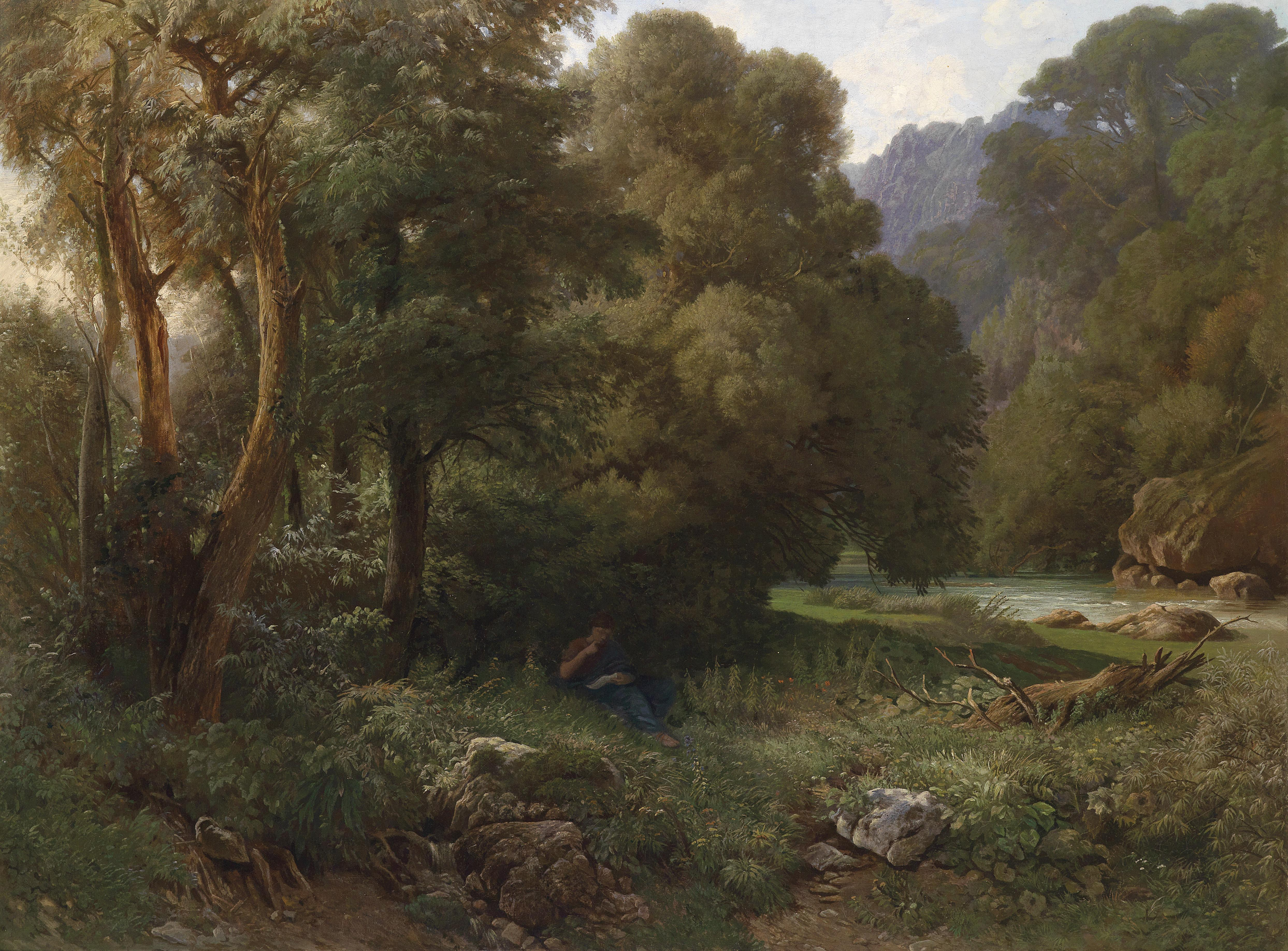
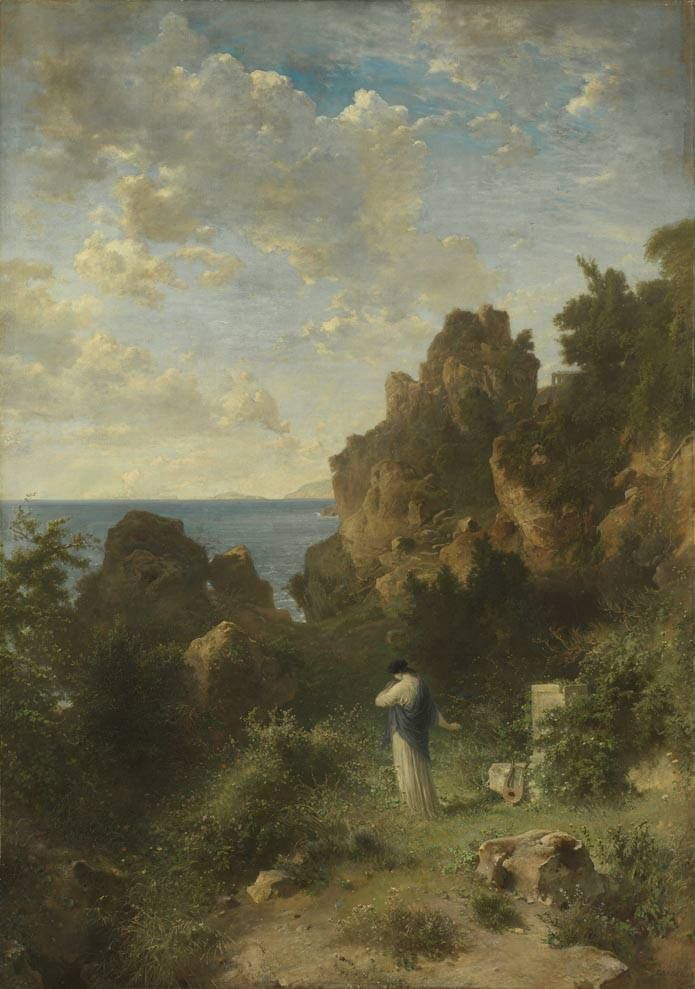
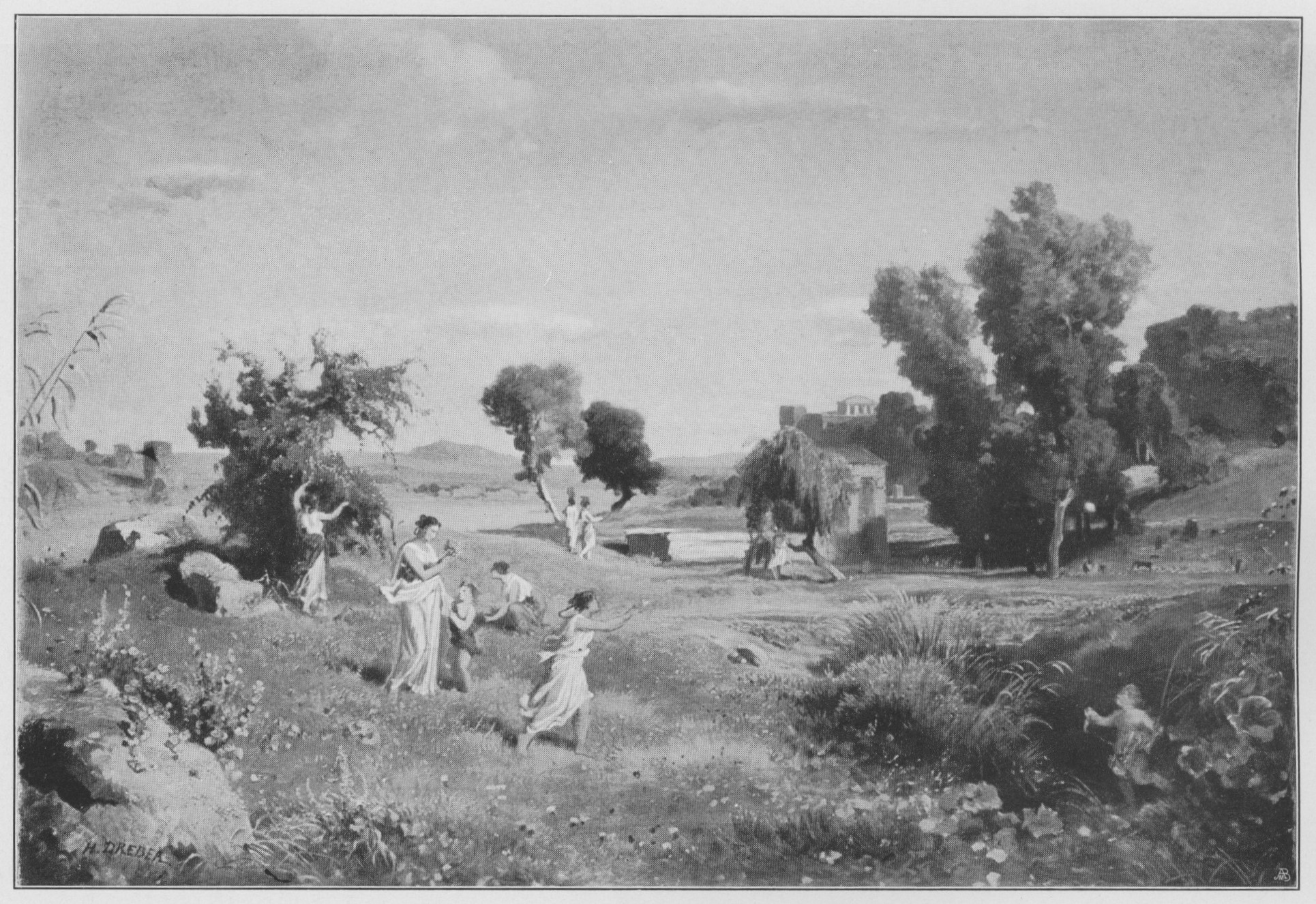

Il meurt le 3 août 1875 à Anticoli Corrado.